# Fonds-Saint-Denis
Fonds-Saint-Denis é uma comuna francesa no departamento ultramarino da Martinica. Estende-se por uma área de 24.28 km², e possui 700 habitantes, segundo o censo de 2018, com uma densidade de 29 hab/km².